# Врховчак
Врховчак је насељено место у саставу града Самобора у Загребачкој жупанији, Хрватска. До територијалне реорганизације у Хрватској налазио се у саставу старе загребачке приградске општине Самобор.

## Становништво
На попису становништва 2011. године, Врховчак је имао 344 становника.

## Попис1991.
На попису становништва 1991. године, насељено место Врховчак је имало 267 становника, следећег националног састава:
| Попис 1991.‍  | Попис 1991.‍  | Попис 1991.‍ | Попис 1991.‍ | Попис 1991.‍ |
| ------------ | ------------ | ----------- | ----------- | ----------- |
|              |              |             |             |             |
| Хрвати       | Хрвати       |             | 247         | 92,50%      |
| Југословени  | Југословени  |             | 2           | 0,74%       |
| Срби         | Срби         |             | 2           | 0,74%       |
| Муслимани    | Муслимани    |             | 1           | 0,37%       |
| Црногорци    | Црногорци    |             | 1           | 0,37%       |
| неопредељени | неопредељени |             | 5           | 1,87%       |
| непознато    | непознато    |             | 9           | 3,37%       |
| укупно: 267  |              |             |             |             |